# Гонзага, Гвидо
Гвидо Гонзага (итал. Guido Gonzaga; 1290 — 22 сентября 1369) — кондотьер, народный капитан Мантуи.
Гвидо Гонзага унаследовал пост от отца, Луиджи Гонзага, когда ему было уже 70 лет. На тот момент Гвидо был опытным управленцем, так как долгое время помогал отцу управлять Мантуей. Ему самому править помогали сыновья, существует предположение, что фактическая власть находилась в руках старшего сына Уголино. Правление Гвидо пришлось на время борьбы гвельфов и гибеллинов.

## Семья и дети
Гвидо Гонзага был женат три раза.
От первого брака — с Агнезой Пико, дочерью Франческо Пико делла Мирандола — у него родились две дочери:
- Беатриче (?-1355), которая 21 января 1335 года вышла замуж за Никколо д’Эсте
- Томассина

От второго брака — с Камиллой Беккариа — детей не было.
От третьего брака — с Беатрис де Бар, дочерью графа Бара Эдуарда I — у него родилось четверо детей:
- Уголино (убит 14 октября 1362), который в 1358 году женился на Катерине Висконти (ум. 10 октября 1382), дочери Маттео II Висконти
- Лудовико (1334—1382), продолживший династию, который в 1356 году женился на Адле д’Эсте (1333—1381), дочери Обиццо III д’Эсте
- Франческо (ум. 7 июля 1369)
- Маргерита